# Hatefiles
Hatefiles è un album di raccolta del gruppo musicale statunitense Fear Factory, pubblicato nel 2003.

## Tracce
1. Terminate – 4:06
2. Frequency – 3:00
3. Demolition Racer – 0:50
4. Machine Debaser – 4:16
5. Invisible Wounds (The Suture Mix) – 3:36
6. Resurrection (T.L.A. Big Rock Mix) – 4:04
7. Edgecrusher (Urban Assault Mix) – 4:34
8. Descent (Falling Deeper Mix) – 4:36
9. Body Hammer (Colin Richardson Mix) – 5:09
10. Zero Signal (Colin Richardson Mix) – 5:41
11. Cars (Numanoid Mix) – 3:41
12. Dark Bodies (Demo) – 3:59
13. Replica (Live) – 3:59
14. Cyberdyne – 4:28
15. Refueled – 4:37
16. Transgenic – 5:42
17. Manic Cure – 5:08
18. New Breed (Spoetnik Mix) – 3:54